# Quinon
Quinoner danner en stor og vigtig gruppe af organiske forbindelser, der kan opfattes som oxidationsprodukter af aromater, og specielt fenoler. Navnet quinon stammer fra kinasyre, som bl.a. bliver til benzoquinon ved iltning. Benzoquinon eller bare quinon er egentlig to forskellige isomerer af cyclohexadiendion. Disse stoffer har bruttoformlen C6H4O2. Orthobenzoquinon hedder også 1,2-benzoquinon, mens parabenzoquinon hedder 1,4-benzoquinon.
Almindeligvis er quinoner benzen-derivater, hvor ringen bliver opbrudt, og hvor der ved to kulstofatomer bliver indsat dobbeltbundet ilt. Quinon er også navnet på en hel gruppe af stoffer, der indeholder en af benzoquinonisomererne som en del af deres struktur. Disse quinoner er ikke aromatiske, men derimod diketoner. Stoffer, hvis kemiske struktur indeholder et quinonelement, kalder man quinoid, mens strukturelementet selv benævnes quinoidt system. Ved reduktion af quinoner dannes de tilhørende fenoler, som også kaldes quinoler.
- 1,2-Benzoquinon eller orthobenzoquinon
- 1,4-Benzoquinon eller parabenzoquinon

## Biokemi
Quinon er en almindeligt forekommende del af biologisk betydningsfulde molekyler (f.eks. er vitamin K en fylloquinon). Andre fungerer som elektronmodtagere i elektrontransportkæder som f.eks. de kæder i fotosystem I og II, der indgår i fotosyntese, og de indgår også i åndingsprocesser. Et naturligt eksempel på iltning af hydroquinon til quinon er bombarderbillens sprøjt. Hydroquinon bliver blandet med brintoverilte, så der opstår et voldsomt udslip af damp, noget der er et alvorligt afskrækkelsesmiddel i dyreverdenen.

## Iltningsmidler
De gennemgående farvede quinoner er oxidationsmidler, hvis redoxpotentiale bliver tydeligt ændret ved indsættelse af substituenter (halogen-, cyan-, alkyl-, hydroxy-grupper osv.). Man kan skelne mellem 1,2-(ortho-)quinoner (f.eks. PQQ) og 1,4-(para-)quinoner (f.eks. anthraquinon). Orthobenzoquinon er den iltede form af katekol (1,2-dihydroxybenzen), mens parabenzoquinon er den iltede form af hydroquinon. En sur kaliumiodidopløsning reducerer en opløsning af benzoquinon til hydroquinon, som iltes tilbage med en opløsning af sølvnitrat. Quinoner kan også reduceres delvist, så der opstår quinoler.
Benzoquinon bruges i organisk kemi som et organisk iltningsmiddel. Der findes dog også kraftigere quinoniltningsmidler som f.eks.: 2,3,5,6-tetrachloro-parabenzoquinon (også kendt som p-kloranil) og 2,3-dicyano-5,6-dichloro-parabenzoquinon (også kendt som DDQ).
Ved at erstatte ilten i en quinoid karbonylgruppe med =NH, =NOH, =N2 eller =CH2 skaber man henholdsvis quinoniminer, quinonoximer, quinondiacider og quinonmetider.